# Sarah Williams
Pour les articles homonymes, voir Williams.
Sarah Williams, née en décembre 1837[a] à Marylebone et morte le 25 avril 1868 à Kentish Town, est une poétesse et romancière anglaise, surtout connue pour être l'auteur du poème The Old Astronomer. Elle a publié de courtes œuvres et un recueil de poésie au cours de sa vie sous les pseudonymes Sadie et S.A.D.I. ; elle considérait le premier comme son nom plutôt qu'un nom de plume. Son deuxième recueil de poésie et roman, publié à titre posthume, est paru sous son prénom.

## Biographie
Sarah Williams est née en décembre 1837[a] à Marylebone, à Londres, d'un père gallois, Robert Williams (vers 1807–1868), et d'une mère anglaise, Louisa Ware (vers 1811–1886),. Elle était très proche de son père et considérait que ses intérêts « bardiques » venaient de lui. En tant que jeune enfant incapable de prononcer « Sarah », elle s'est par inadvertance donné le surnom de « Sadie ». Enfant unique, elle a d'abord été éduquée par ses parents adorés, puis par des gouvernantes.
Bien que Williams ne soit qu'à moitié galloise de naissance et n'ait jamais vécu en dehors de Londres, elle a incorporé des phrases et des thèmes gallois dans ses poèmes et Sadie était considérée comme une poétesse galloise.
Robert Williams est mort en janvier 1868 d'une maladie soudaine. Déjà atteinte d'un cancer et dévastée par la perte de son père, l'état de Sarah s'est détérioré. Après trois mois supplémentaires à cacher le cancer à son amie et à sa mère, elle a accepté de se faire opérer tout en sachant que cela pourrait la tuer. Elle est décédée à Kentish Town, à Londres, lors d'une opération chirurgicale le 25 avril 1868,.
Son deuxième livre de poésie, Twilight Hours: A Legacy of Verse, a été publié fin 1868. La collection comprenait The Old Astronomer (également connu sous le nom de The Old Astronomer to His Pupil, comme il fut intitulé dans une réimpression américaine de 1936), maintenant le plus célèbre de ses poèmes. La seconde moitié de la quatrième strophe est largement citée :
Ian Rankin a intitulé son roman de l'inspecteur Rebus Set in Darkness d'après ces vers et les a cités dans l'introduction. Dans une interview, Rankin a lié la citation à la montée d'un Parlement écossais restauré et au rachat de l'inspecteur dans le roman. Le poème est écrit du point de vue d'un astronome âgé sur son lit de mort demandant à son élève de poursuivre ses humbles recherches. Les vers ont été choisis par un certain nombre d'astronomes professionnels et amateurs comme épitaphe,.